# Sensualismo
In filosofia si definisce sensualismo la teoria che considera l'appagamento provocato dai sensi come il fine dell'umano agire, differenziandosi quindi dal sensismo (pur venendo usato a volte come suo sinonimo), inteso invece come la teoria filosofica che fa derivare ogni facoltà e conoscenza dalle sensazioni.
Nelle arti il sensualismo viene invece inteso come la propensione a porre in risalto gli aspetti sensuali dell'opera stessa, tipica ad esempio di esponenti del decadentismo come Gabriele D'Annunzio.